# 白髭神社 (江戸川区東小松川)
白髭神社（しらひげじんじゃ）は、東京都江戸川区の神社。

## 歴史
創建年代は不明である。元々は「白髭明神社」と称しており、東小松川村の鎮守であった。宝積院が別当寺であった。明治以降の近代社格制度では村社に列格していた。後に荒川放水路の開削により移転を迫られた浮洲浅間神社を合祀している

### 浮洲浅間神社
創建年代は不明である。ただ「天平11年（739年）」の銘が入った鏡があることから、かなりの歴史を有する神社であったと推測される。東小松川村の飛び地の鎮守であり、善照寺が別当寺であった。1648年（慶安元年）に、江戸幕府第3代将軍徳川家光より社領6石を賜っている。当社合祀後も、摂末社の形式で残されている。

## 交通アクセス
- 船堀駅より徒歩17分（経路案内）。